# Orthetrum chandrabali
Orthetrum chandrabali är en trollsländeart som beskrevs av Brahma Swarup Mehrotra 1961. Orthetrum chandrabali ingår i släktet Orthetrum och familjen segeltrollsländor. Inga underarter finns listade i Catalogue of Life.